# Liste der Biografien/Cora
Liste der Biografien |
Portal Biografien |
Personensuche
# |
A |
B |
C |
D |
E |
F |
G |
H |
I |
J |
K |
L |
M |
N |
O |
P |
Q |
R |
S |
T |
U |
V |
W |
X |
Y |
Z |
?
 
Ca |
Cb |
Cc |
Ce |
Ch |
Ci |
Cj |
Ck |
Cl |
Cm |
Cn |
Co |
Cr |
Cs |
Ct |
Cu |
Cv |
Cw |
Cy |
Cz
 
Coa–Cod |
Coe–Cok |
Col |
Com |
Con |
Coo–Coq |
Cor |
Cos |
Cot |
Cou |
Cov |
Cow |
Cox |
Coy |
Coz
 
Cora |
Corb |
Corc |
Cord |
Core |
Corf |
Corg |
Cori |
Cork |
Corl |
Corm |
Corn |
Coro |
Corp |
Corr |
Cors |
Cort |
Coru |
Corv |
Corw |
Cory |
Corz
Die Liste der Biografien führt alle Personen auf, die in der deutschsprachigen Wikipedia einen Artikel haben. Dieses ist eine Teilliste mit 46 Einträgen von Personen, deren Namen mit den Buchstaben „Cora“ beginnt.

## Cora
- Cora E. (* 1968), deutsche RapperinCora E. (* 1968)

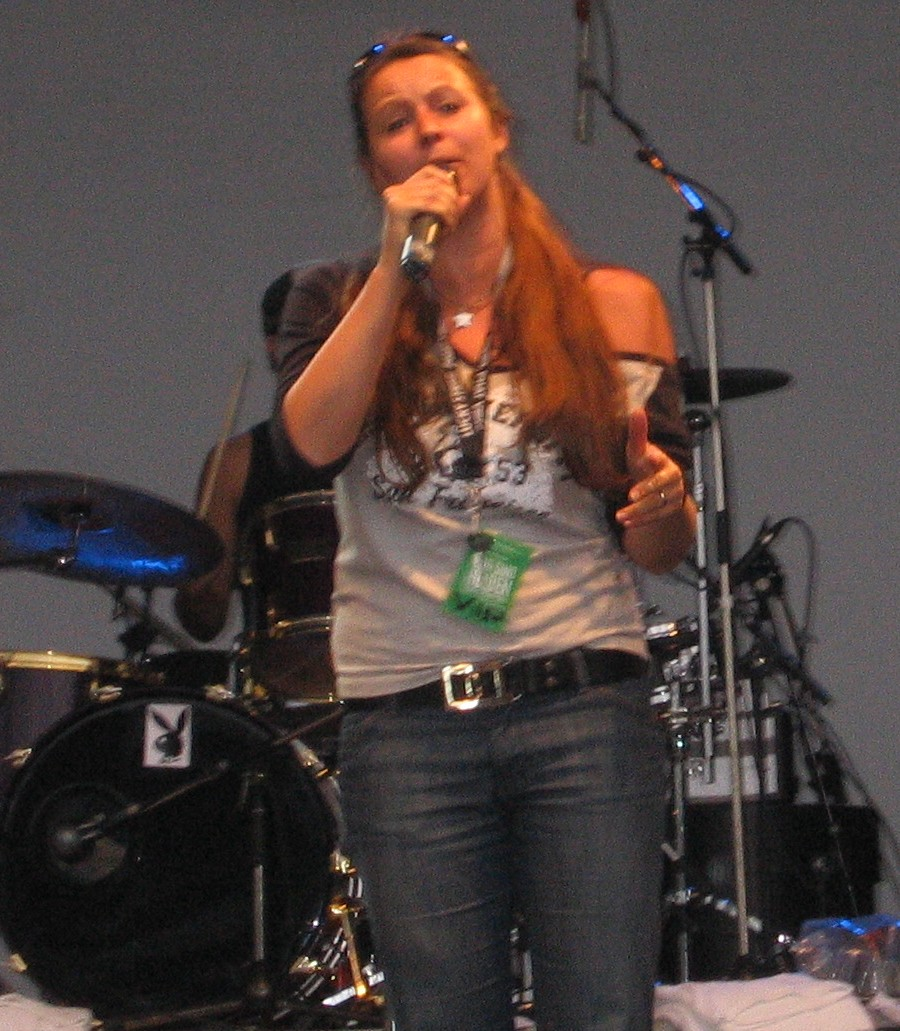
Cora E. (* 1968)

- Cora, Tayfun (* 1983), türkischer Fußballspieler
- Cora, Tom (1953–1998), amerikanischer Musiker (Cello, Komposition)

### Corab
- Corabi, John (* 1959), US-amerikanischer Gitarrist und Sänger

### Corac
- Corachán, Judith (* 1984), spanische Duathletin und Triathletin
- Coraci, Frank (* 1966), US-amerikanischer Filmregisseur, Schauspieler und Drehbuchautor

### Corad
- Coradi, Gottlieb (1847–1929), Schweizer Feinmechaniker
- Coradi-Stahl, Emma (1846–1912), schweizerische, unternehmerisch tätige Aktivistin und Frauenrechtlerin
- Coraduz von und zu Nußdorf, Rudolf, Reichsvizekanzler des Heiligen Römischen Reiches

### Corag
- Çorağan, Güzin (1943–2022), türkische Schauspielerin
- Çorağan, Tayfun (* 1953), türkischer Schauspieler
- Coraggio, José Luis (* 1938), argentinischer Wirtschaftswissenschaftler

### Corai
- Coraille, Jacques Pierrard de, französischer Bildhauer

### Coraj
- Corajoud, Michel (1937–2014), französischer Landschaftsarchitekt

### Corak
- Čorak Slavenska, Mia (1916–2002), jugoslawisch-US-amerikanische Primaballerina
- Corak, Dino (* 1994), kroatischer Handballspieler
- Čorak, Josip (1943–2023), jugoslawischer Ringer
- Čorak, Maša (* 1983), kroatische Politikerin (Piratenpartei) und Co-Vorsitzende von Pirate Parties International

### Coral
- Coral, Matilde (* 1935), spanische Flamenco-Tänzerin und -Lehrerin
- Coralina, Cora (1889–1985), brasilianische Lyrikerin und Autorin von Kurzgeschichten
- Corall, Axel (1896–1975), schwedischer Fußballspieler
- Coralli, Jean (1779–1854), französischer Tänzer und Ballettmeister
- Corallo, Anthony (1913–2000), US-amerikanischer MobsterAnthony Corallo (1913–2000)

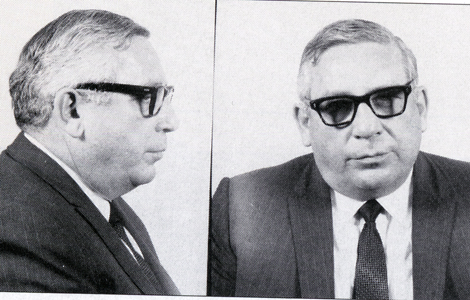
Anthony Corallo (1913–2000)

- Corallo, Gino (1910–2003), italienischer Geistlicher, römisch-katholischer Theologe und italienischer Pädagoge

### Coram
- Coram, Thomas (1668–1751), britischer Geschäftsmann und Philanthrop

### Coran
- Coran, Charles (1814–1901), französischer Lyriker bretonischer Herkunft
- Corancez, Louis-Alexandre Olivier de (1770–1832), französischer Orientalist und Teilnehmer der Ägyptischen Expedition

### Coras
- Coras, Jean de (1512–1572), französischer Jurist, Hochschulprofessor
- Coraș, Marcel (* 1959), rumänischer Fußballspieler und -trainer

### Corat
- Coratti, Edwin (* 1991), italienischer Snowboarder
- Coratti, Jasmin (* 2001), italienische Snowboarderin

### Coray
- Coray, Artúr (1881–1909), ungarischer Leichtathlet
- Coray, Claudia, Schweizer Badmintonspielerin
- Coray, Han (1880–1974), Schweizer Reformpädagoge
- Coray, Hans (1906–1991), Schweizer Künstler und Designer
- Coray, Richard (1869–1946), Schweizer Zimmermeister und GerüstbauerRichard Coray (1869–1946)

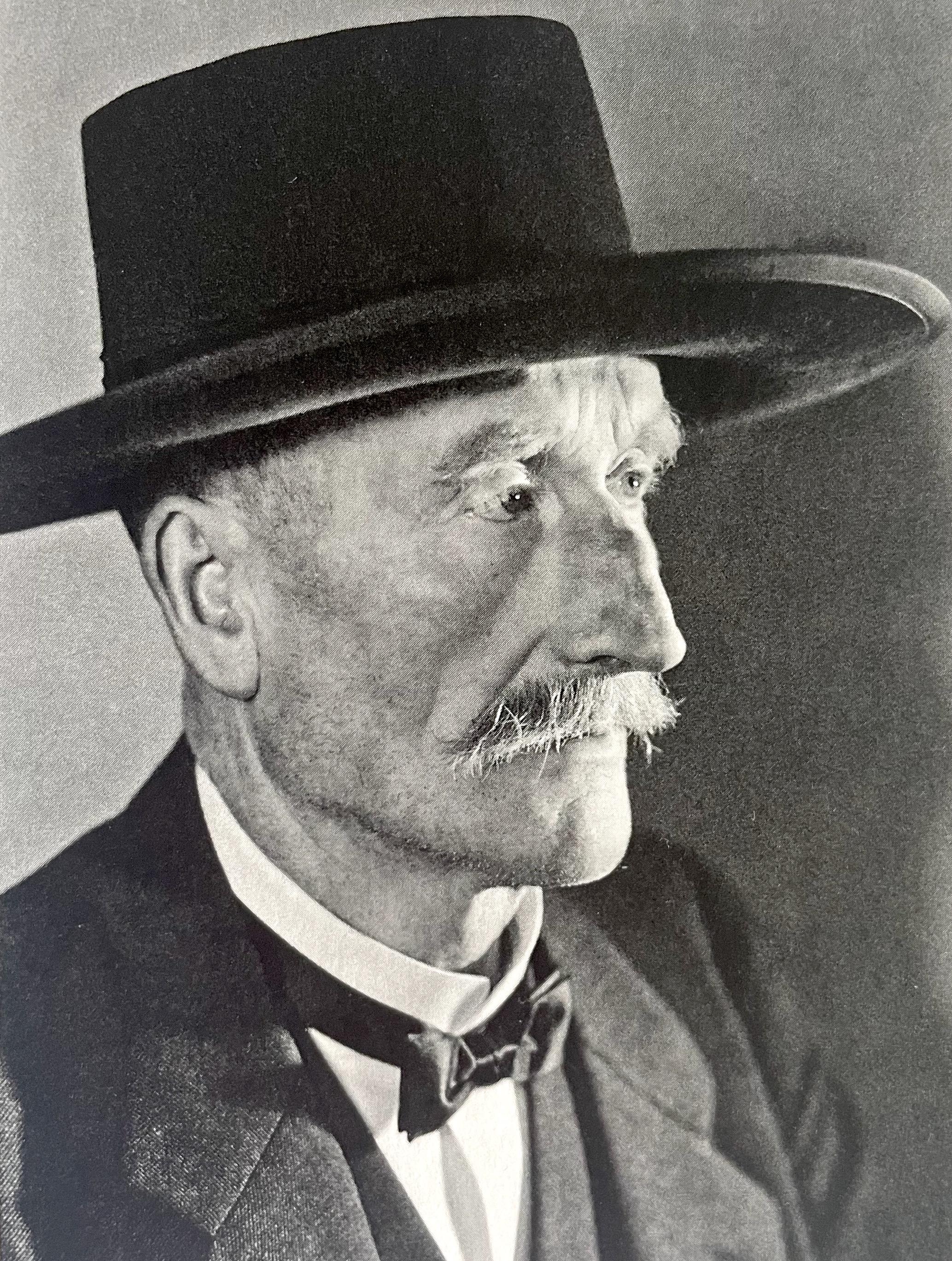
Richard Coray (1869–1946)

### Coraz
- Corazolla, Jan (1931–1998), deutscher Dirigent und Cellist
- Corazolla, Paul (1930–2018), deutscher Künstler
- Corazza Bildt, Anna Maria (* 1963), schwedisch-italienische Politikerin, Unternehmerin und Diplomatin; MdEP
- Corazza, Décio Antônio (* 1961), brasilianischer Fußballspieler
- Corazza, Livio (* 1953), italienischer Geistlicher, römisch-katholischer Bischof von Forlì-Bertinoro
- Corazzari, Bruno (* 1940), italienischer Schauspieler
- Corazzi, Antonio (1792–1877), italienisch-polnischer Architekt des Klassizismus
- Corazzini, Carl (* 1979), US-amerikanischer Eishockeyspieler
- Corazzini, Sergio (1886–1907), italienischer Dichter des Crepuscolarismo
- Corazzo, Juan Carlos (1907–1986), uruguayischer Fußballspieler und -trainer